# أبو مليسيات
أبو مليسيات أو بلينيات مشطية (الاسم العلمي: Blenniidae)، فصيلة أسماك بحرية من رتبة أشباه أبو مليسيات.
تضم الفصيلة حوالي 400 نوع معروف. يوجد في المياه الاستوائية وشبه الاستوائية في المحيط الأطلسي والمحيط الهادئ والمحيط الهندي. توجد بعض أنواعه أيضًا في بيئات المياه المسوسة وحتى المياه العذبة.